# Yoshinori Higashikawa
Yoshinori Higashikawa (født 30. september 1964) er en tidligere japansk fodboldspiller.
Han har spillet for flere forskellige klubber i sin karriere, herunder Júbilo Iwata.